# كريستيان فاسكيز (لاعب كرة قدم)
كريستيان فاسكيز (بالإسبانية: Cristian Vázquez)‏ هو لاعب كرة قدم أرجنتيني في مركز الوسط، ولد في 11 نوفمبر 1998 في بوينس آيرس في الأرجنتين. لعب مع ديبورتيفو إسبانول.

## وصلات خارجية
- كريستيان فاسكيز (لاعب كرة قدم) على موقع قاعدة بيانات كرة القدم.إي يو (الإنجليزية)
- كريستيان فاسكيز (لاعب كرة قدم) على موقع Soccerway.com (الإنجليزية)